# Бябин, Максим Афанасьевич
Максим Афанасьевич Бябин (псевдоним — Максим Бебан, 10 февраля 1913 — 16 апреля 1986) — советский мокшанский поэт, прозаик, редактор. Основоположник басенного жанра в мордовской литературе. Член Союза писателей СССР с 1934 года. Заслуженный писатель Мордовской ССР (1983).

## Биография
Родился 10 февраля 1913 года в селе Керетине (ныне — в Ковылкинском районе Мордовии) в крестьянской семье.
Окончив в 1926 году сельскую школу, поступил в Саранский педтехникум, который окончил в 1931 году.
В 1932 году в газете «Мокшень правда» было опубликовано первое стихотворение поэта «Микита-тракторист»
Член Союза писателей СССР с 1934 года.
Работал литературным сотрудником зубово-полянской районной газеты «Од веле» («Новая деревня (село)», 1931—1934), секретарём оргкомитета Союза писателей Мордовии (1934—1935), ответственным секретарем журнала «Колхозонь эряф» («Колхозная жизнь», 1935—1937).
В 1939 году заочно окончил Мордовский педагогический институт.
В 1939—1941 годах — учитель русского языка и литературы в средней школе.
В годы Великой Отечественной войны — помощник военного коменданта управления железных дорог Юго-Западного фронта на станции Ковель. За оборону Киева имеет правительственную награду. Из рядов Красной Армии в звании капитана был отозван в распоряжение Мордовского обкома партии.
В 1946—1947 годах — заведующий отделом культуры в редакции газеты «Мокшень правда».
В 1947 году вступил в КПСС.
В 1947—1949 годах — ответственный секретарь Союза писателей Мордовской АССР.
В 1949—1961 годах — директор Мордовского книжного издательства (1949—1961), одновременно работал литературным консультантом при правлении Союза писателей Мордовской АССР и был литературным сотрудником редакции газеты «Красная Мордовия» (1955—1956).
С 1960 по 1962 год — заместитель главного режиссёра Мордовского музыкально-драматического театра.
В 1964—1966 годах — ответственный редактор журнала «Мокша».
С 1966 года на профессиональной писательской работе.
Умер 16 апреля 1986 года.

## Творчество
Первое стихотворение «Микита-тракторист» было опубликовано в 1930 году в газете «Мокшень правда». В стихах тех лет воспевал колхозную новь в мордовском селе.

Гром грохотал весенним трактом Всей мощью лошадиных сил: 
Не шёл, а всем казалось — трактор, Зарю расплескивая, плыл.
 Следы впечатывая чётко, Он шёл хозяином земли. 
И от его стальной походки Мы оторваться не могли.
 Сверкая краской ярко-свежей, Всесильный, словно чародей,
 Он шёл, распахивая межи, Соединял сердца людей.— из стихотворения «Из детства», перевод В. Коркина
Стихи написанные в военные годы составили сборник «Лаймоса толхт» («Огни в долине», 1946).
Среди поэм М.Бебана наиболее популярны «Мезень колга морайхть нюдихне» («О чем поют свирели»), «Лятфнемат» («Воспоминания»), «Ошэряй мокшавати» («Городской мокшанке»), «Вень поезтт» («Ночные поезда») и другие.

Опять душой вошёл я в отчий край,
 В ладони далей солнечного блеска,
 В звон знойных трав, в певучий птичий грай
 Из затерявшегося в поле перелеска
 Твои цветы я знал по именам,
 Я вырос у твоих лесов в охране,
 Мой отчий край!
 Здесь для меня, как в храме— Отчий край
Максим Бебан — один из основоположников басенного жанра в мордовской литературе. Лучшие басни вошли в сборники «Моя весна» (1957), «Нюди и кенди» («Свирель и оса», 1960), «Кенди медь» («Осиный мёд», 1972), «Золотой орешек» (1980).
Писал также в прозе — очерки и рассказы писателя составили сборник «Шить мархта вихцок» («Вместе с солнцем», 1968).
Автор романа о восстановлении колхозного хозяйства в первые послевоенные годы «Тундань нармотть» («Птицы весенние», 1962). В 1965 году это произведение в переводе Д. Смирнова вышло на русском языке в Саранске, а в 1972 году — в Москве в издательстве «Советская Россия», в 1995 году роман был снова переиздан на мордовском языке в Саранске.
Автор пьесы «Побег с того света», посвящённой Герою Советского Союза М. П. Девятаеву.
Автор либретто оперы «Нормальня» («Ягодка») композитора Л. П. Кирюкова в 1962 году поставленной Мордовским музыкально-драматическим театром.
Ряд книг посвятил детям, наиболее известная — повесть «Якстерь чавронканят» («Красные жаворонки», 1971).
Переводил на мокшанский язык произведения А. С. Пушкина, М. Ю. Лермонтова «Герой нашего времени», И. С. Тургенева «Записки охотника», стихотворения Н. А. Некрасова, С. Есенина, А. Блока, А. Полежаева, Леси Украинки, Т. Шевченко, У. Шекспира.

## Критика
Слаженная и ёмкая образность лирики Максима Бебана «работает» на ощущение прочной мудрости жизни. Если поэзия — гармонизация всего, что вокруг и внутри нас, то мордовский поэт на своем материале эту задачу выполнил. Все в мире, им воссозданном, неслучайно, разумно, прекрасно. Потому что человек не уклоняется от счастья и долга жить, преодолевая страдания, бороться, истово трудиться: 
Мой сыночек. Вырастай на воле,
Чтоб посеять хлеб В широком поле…
 Теперь об одной загадке. Её задало заглавие. книги — «Свирель и оса». Надо бы ожидать соединения лирики и сатиры, но такового нет. Может быть, оно символизирует первозданность поэзии М. Бебана, ведь свирель в генетическом ряду музыкальных инструментов первична по отношению к флейте и кларнету так же, как оса к пчелам и шмелям. — Литературное обозрение, 1981 год

В мордовской поэзии Максим Бебан неутомимый первопроходец, отважный открыватель новых земель, труженик. Поэзия — его призвание, любовь, судьба. Большинство стихотворений поэт посвящает людям колхозной деревни. Но, любя деревню, заявляя, что легче там, где поле и цветы, М. Бебан не страдает ограниченностью кругозора, не замыкается в пределах деревенской околицы. … Особенно впечатляют стихотворения «Утро», «Утренняя песня», «Далекая весна», «Весна», «Дождь», «Осенний пейзаж». Ощущения поэта в них обретают предметные, зримые формы, выливаясь естественно, жизненно и поэтично.
— Очерки жанров мордовской литературы, 1982